# 花恐怖症
花恐怖症（はなきょうふしょう、英語: Anthophobia）、恐花症とも、花に対する恐怖症。語源はギリシャ語の anthos（花）と phobos（恐怖）。
多くの場合、患者は花は脅威ではないと理解しているにもかかわらず、見たり考えたりすることに強い不安を感じる。すべての属や種、さらには花弁 (en:petal) や茎など花の一部も恐怖の対象になる。